# 戴克里先迫害

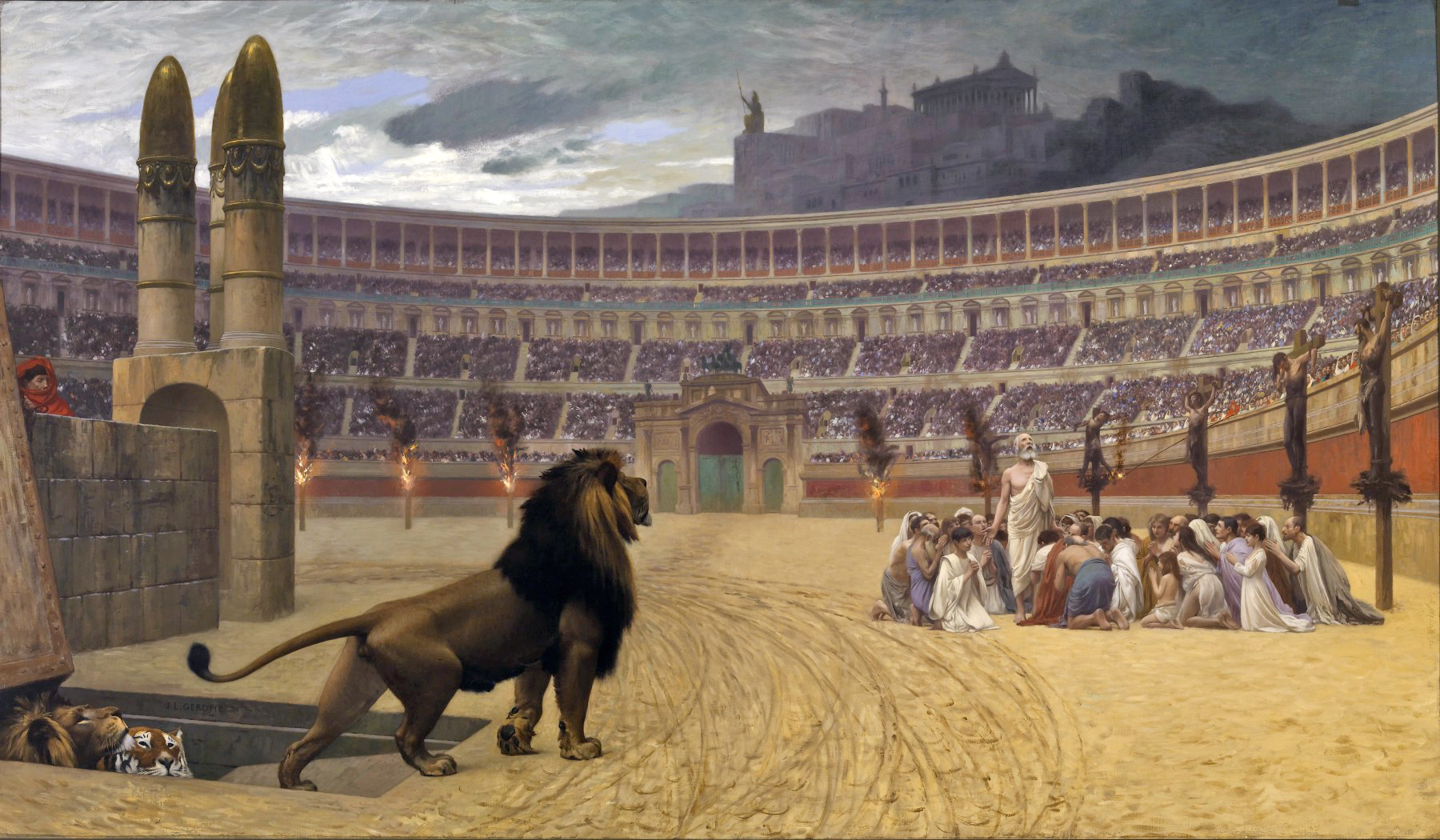
让-里奥·杰洛姆1883年所作《基督烈士的最後禱告》

戴克里先迫害（英語：Diocletianic Persecution）或稱作大迫害（英語：Great Persecution），是羅馬帝國最後一次和最嚴重的一次对基督徒的鎮壓。303年羅馬帝國正處於四帝共治制，帝國東部主皇帝（奧古斯都）戴克里先、帝國西部主皇帝馬克西米安、東部副皇帝（凯撒）伽列里烏斯和西部副皇帝君士坦提烏斯一世頒布了一系列法令，廢除基督教的合法權益並要求他們遵守傳統的古羅馬宗教習俗。後來法令開始針對神職人員展開迫害，下令將這些民眾奉獻給羅馬眾神。
西部副皇帝及後來在305年成為西部主皇帝的君士坦提烏斯一世管治區的鎮壓比起其他3位皇帝較輕微，東部正副皇帝仍然繼續執行所有的禁令直到在313年西部皇帝君士坦丁大帝和東部皇帝李錫尼頒布《米蘭敕令》後，標誌著過去的迫害正式結束。

### 引用
1. ↑  Gaddis, Michael. . Berkeley, Los Angeles, and London: University of California Press. 2005. ISBN 0-520-24104-5 （英语）.
2. ↑  Potter, David Stone, The Roman Empire at Bay, AD 180–395, Routledge, 2004 pg. 338
3. ↑  .   [2015-02-04]. （原始内容存档于2019-01-18） （英语）.

## 外部連結
- A Chronological Chart of the Persecution with primary sources hyperlinked （页面存档备份，存于）（英文）
- Persecution of Christians from Britannica （页面存档备份，存于）（英文）